# 新华路街道 (西安市)
新华路街道，是中华人民共和国陕西省西安市閻良區下辖的一个乡镇级行政单位。

## 行政区划
新华路街道下辖以下地区：
胜利街社区、公园街社区、兴飞社区、同飞社区、科苑社区、航飞社区、航苑社区、凌云社区、红旗社区、润天花苑社区、福美社区、绳张村、麻张村和农兴村。